# エンジン (テレビドラマ)
『エンジン』は、2005年4月18日より6月27日まで毎週月曜日21:00 - 21:54に、フジテレビ系「月9」枠で放送されたテレビドラマ。主演は木村拓哉。

## あらすじ
神崎次郎（木村拓哉）は世界的にも有名なレーシングドライバー。フォーミュラカー（設定上は国際F3000）を運転し、チーム側からも絶大な信頼を得ていたが、外国人のチームメイトとのトラブルで契約を切られ、年齢的な問題もありやむなく日本へ帰国。
次郎はとりあえず次の居場所を見つけるため、以前家出をした実家へ一時居候。しかし本人の知らぬ間に父と姉（婚姻歴・離婚歴あり）は実家を児童養護施設に転用していた。そこには家庭環境不良・虐待など様々な背景をかかえ、家族と暮らせず心に傷を負った子供たちと、その子供たちの世話をしている理想主義の保育士・朋美（小雪）、現実的な指導員・鳥居（堺雅人）らが待っていた。
子供の大嫌いな、大きな子供・次郎と、身寄りを失った子供たちとのふれあいが始まる。そして、次郎は再びサーキットに戻っていくことができるのか…?

## キャスト

### 風の丘ホームの関係者
神崎 次郎〈32〉
演 - 木村拓哉
主人公。ヨーロッパのレースチームにセカンドドライバーとして所属していたが、レースではないのに自分をアピールしようとして、チームオーダーを無視して追い越しをかけ追い抜いた。その結果、ファーストドライバーは怒り追い越した。最終的に神崎がチームオーダーを無視して追い越しをかけ、ポジション的にはファーストドライバーが譲らなければいけない位置だったが、チームオーダーが出ていたため譲らずお互い接触・スピンし、監督が激怒しチームを解雇される。その後、各国のチームに自分を売り込んで回ったが、成果が上がらず帰国。養父の猛のところに戻り猛が実家で営んでいる施設「風の丘ホーム」に身を寄せ、子供たちのバスの運転手を任される。その流れで、愛車は実家にある白いトヨタ・コースター（2代目・B20系）である（大型免許を取得していたかどうかは不明）。
再起を賭け以前のスポンサーを頼るも、経済状況も変化しており見放されてしまう。以前所属していた「チーム・イチノセ」を頼り、メカニックとして採用される。ホーム存続と自らの進退をかけて全日本F3選手権シリーズ最終戦にスポット出場し、ファイナルラップでトップに躍り出るも、マシンの不具合からホームストレート直前にコースアウトしてしまう。レースをやめるかと思われたが、ホームの子供たちや朋美など周りの人たちから慰留され、レースを続けることを決意。ただし、今までの経験の影響かサーキットで走らず、ラリーをしている。
レース中ピッチを上げるときは、ウサギとカメの替え歌をスローテンポで口ずさむ。喧嘩っ早い性格で子供嫌いだが、わけ隔てなく接する態度ゆえにかえって子供たちに慕われる。愛用の携帯電話は、ドコモF901iC。アドレス帳への朋美の登録名は、「朋美センセイ」。愛煙家でもあり、外へ出るときは必ず煙草とZippoライター（CHROME HEARTS製）を持ち歩く。バスから誰かが下りた後、「閉めてけよ」をよく口にする。
水越 朋美〈28〉“ともみ先生”
演 - 小雪
風の丘ホームの新米保育士。大学院で育児を学んでいた。風の丘ホームに来て3か月、閉園決定時で半年。理想に燃え、お節介なきらいがある。次郎のことを子供たちに「次郎にいさん」と呼称する。
神崎 猛〈63〉“園長先生”
演 - 原田芳雄
風の丘ホームの施設長。次郎の養父。教師を辞めて施設を始めた。幼くして両親を亡くした次郎を養子にした。近所との小競り合いはこれまで何度もしのいできたが、借地料アップという兵糧攻めに遭い、これ以上近所の誹謗中傷との泥沼の闘いになることを避けるためホーム閉園を決意する。
鳥居 元一郎〈28〉“げんにぃ”
演 - 堺雅人
経験を優先する、風の丘ホームの指導員。全員で手を合わせての食事の挨拶担当。現実主義。「資格」と「自覚」の無い次郎に批判的。風の丘ホーム閉園後は、以前勤めていた横浜の施設からの誘いを受けるつもりでいる。ホーム閉園に伴う次郎との別れ際に、子供の心に「土足で踏み込む」次郎が短期間に子供たちに受け入れられたことを認めざるをえないと思っていることを明かした。レース復帰決定後のトレーニングに励む次郎を訪ね、「勝てなかったとき」のことを考えていないという次郎の考えに驚き、朋美のこともホーム再建も関係なく、同じ男として純粋に次郎に勝ってほしいと思うようになる。
神崎 ちひろ〈35〉“ちいねぇ”
演 - 松下由樹
施設の事務長。次郎の義姉。離婚歴ありの出戻り。これまでつきあったどの男よりも「バカ次郎」のほうが頼りになると思っている。
牛久保 瑛子〈38〉
演 - 高島礼子
施設の栄養士。脛に傷のある身。夜間にホームに押しかけた周辺住民に対し、「自分の子供が問題を起こす側にもなりうることを忘れてはならない」と一喝する。
余談だが、演ずる高島礼子は国内A級ライセンスを所持し、レースクイーン経験もある。
春山 万里夫〈55〉
演 - 角野卓造
風見聖ロサリナ教会の神父。以前経営していた風見聖ロサリナ老人ホームを風の丘ホームとして使わせているが、入所児童の傷害事件などが引き金となり、「地主が借地料を4倍に上げる」と言ってきていることを園長に伝える。

### 入所児童
星野 美冴（ほしの みさえ）〈18〉
演 - 上野樹里
高校3年。父が友人の借金を背負い、美冴が修学旅行に行っているあいだに夜逃げしたまま、一家離散。父も母も姉も現在どこにいるかわからない。博多で父を見たとか、新宿の風俗店で姉が働いていたなどと情報が入るたびに胸を痛める。両親に会いたいという気持ちと、「借金を背負って逃げるような親なんて、どっかで野垂れ死んだらいいんだ」と思う気持ちの両方で揺れている。
施設では責任感が人一倍強いしっかり者で通り、入所児童の面倒をよく見るなど児童たちのまとめ役だが、本当は淋しくて泣きたい気持ちでいっぱい。ユキエと同室。大学進学を本心では希望しているが、表向きは「大学に入っても家庭の事情が分かったら望む就職などできないから進学したくない」とうそぶく。ある日、施設での揃っての夕食かバスの整備の手伝いかの二者択一を迫られ、嫌々ながらバス整備を手伝ったあとドライブに出ることで次郎と心を通わせていく。
風の丘ホーム閉園後は希望のひかり園に入所する。
樋田 春海（ひだ はるみ）〈17〉
演 - 戸田恵梨香
高校2年。両親が幼いころに離婚。実母にひきとられるが、実母が男を渡り歩く生活を送る。その都度父親らしき男ができるが、基本的には邪魔者扱いされるだけの生活を送る。大人になるにつれ居場所をなくしていき、ついに入所。そのせいか、人に愛されることを必死に求める八方美人で、かわるがわる男と付き合って門限を破っては、保育士や指導員に怒鳴られる。
レンタルビデオ店でバイトする21歳大学生と結婚の約束をしたつもりになり騙されるが、ダサくても自分の求める幸せを今後も追求することを教会で誓う。そのことが次郎に、2000万円でのテストパイロットの誘いを断る決断をさせる。
風の丘ホーム閉園後は風香園に入所する。
塩谷 大輔（しおのや だいすけ）〈16〉
演 - 石田法嗣
高校1年。両親とも医師、兄も姉も有名医大に入学したエリート一家の「出来損ない」にあたる不良少年。劣等感から問題行動を起こし、「こんな子はウチの子じゃない!」と罵られて爆発、家族にすさまじい暴力をはたらいた。父は自分で闘うことはせず、すぐに警察に通報。児童相談所に送られ、自ら施設への入所を希望した。以降、父は大輔に会うことを真っ向から拒絶している。
いつもふてくされていて、同学年の子供たちとの協調性はないが、小さい子の面倒もたまに見たりする。周平と同室。美冴が一人部屋になると聞いて、自分も一人部屋にしてくれと望む。周平のことは生意気なガキと思っているが、実は仲が良い。密かに晴海に気があり、結婚騒動を心配気に見守っていたが、春海を振った“トシ君”に直談判に行き「ホームとか仲間とか」と揶揄され殴り掛かって警察沙汰になってしまい、逃げ込んだ風見聖ロサリオ教会から次郎を警察出頭の付き添いとして指名する。
風の丘ホーム閉園後は聖ロサリナホームに入所する。
園部 徹（そのべ とおる）〈14〉
演 - 有岡大貴（ジャニーズJr.）
中学2年。父が、不倫した母とその相手を殺害し服役中。センセーショナルに報じられた事件のため、親戚からも救いの手はなく、妹とともに入所。父の事件のことが周囲にばれるのを極度に恐れて、学校でも施設でも無口だが、妹を思う気持ちは人一倍強く、幼いなりに「俺が守らなきゃ」とつぶやく。根はごく普通の少年。
父親のことで同級生の挑発を受けて殴ってしまい、相手の親らがホームを問題視しはじめる。父親についてはホームの仲間にも伏せていたが、「家族にもつかなきゃならない嘘はありうる」と言う次郎の口上を受けて仲間にわびる。
風の丘ホーム閉園後は子供の森学園に入所する。
田口 奈央（たぐち なお）〈14〉
演 - 大平奈津美
中学2年。家庭環境不良のおしゃべりな少女。父は病気で入院中。母は生活費と入院費を稼ぐために、水商売をしている。そんな母を助けるためにアイドルになるのが夢で、一日も早く自活したいと願っている。勉強も高校進学も全く興味がないが、陸上の才能があり、学校の教師からは進学を勧められている。庶民的な女の子で、いつも歌を口ずさんでいる。
風の丘ホーム閉園後は風香園に入所する。
二宮 ユキエ（にのみや ユキエ）〈13〉
演 - 夏帆
中学1年。生活能力の無い実母から酷い虐待を受け、児童相談所が介入して強制的に入所させた。身体中に虐待の傷跡があるが、本人は絶対に母の悪口は言わない。のろまで泣き虫。よく目が泳いでいる。テディベアのぬいぐるみが手放せない。
風の丘ホーム閉園後は風香園に入所する。
草間 周平（くさま しゅうへい）〈11〉
演 - 中島裕翔（ジャニーズJr.）
小学校5年。生まれてすぐにゴミ箱に捨てられたという凄まじい出自を持つ。頭が良く成績もよい優等生で、社交的な性格だが、リアリストの大人嫌い。これまでに3度、里親に引き取られたが「誰も信じず誰にも頼らない」と決めているかわいげのなさから、どの里親も結局は養護施設に返しにくる。「僕は三回、親に捨てられました」が口癖で、脱走癖があり、何度も施設を逃げ出しては職員を困らせる。
風の丘ホームに連れてこられた日にもいきなり脱走し、到着前の次郎と出会った。大輔とは入園当初は仲はあまり良くなかったが、最近は仲がよく、一緒にいることが多い。
風の丘ホーム閉園後は聖ロサリナホームに入所する。
平山 盛男（ひらやま もりお）〈10〉
演 - 小杉茂一郎
小学校4年。父親が極度のギャンブル・酒好きで、借金取りから毎日追い立てられる生活を送っていた。父親が母親に暴力をふるい、泣いている母親ばかり見て育つ。挙句の果てに、母親は家出、父親に生活能力が無いため入所。食いしん坊でとんまだが、愛嬌があり、力持ちである。いなり寿司が大の好物。
ゴールデンウィークに一時帰宅する予定だったが、仕事をしていない父親に会うのが怖く、わざと違う道順を案内して次郎を困らせる。結局は父親との関係は改善しなかった。
風の丘ホーム閉園後は聖ロサリナホームに入所する。
刀根 明（とね あきら）〈9〉
演 - 広田亮平
小学校3年。女優の隠し子で、世間を欺くために施設に入所。いつも嘘ばかり言っていて皆を呆れさせる。テレビに出ている女優を「母」と吹聴しているが、誰にも信じてもらえない。親の遺産があると周囲に言い、将来の目標は詐欺師か弁護士と自称する。
風の丘ホーム閉園後は聖ロサリナホームに入所する。しかし新しく世話になっている施設から舞い戻ってしまい、「大人は約束を守らないが次郎くらいはホームのみんなとの約束（レーサー復帰と当然表彰台狙い）を実行してほしい」と次郎を鼓舞する。
園部 葵（そのべ あおい）〈7〉
演 - 佐藤未来
小学校1年。園部徹の妹。父が母を殺して服役という残酷な現実にもかかわらず、底抜けに明るい。自身の無邪気で明るい性格が施設のひとすじの光となっている。おしゃまなだけでなく、数分後の訪問客の素性を直感できたり、その日の吉凶を感じ取れるといったちょっとした超感覚を持っている。
「両親は事故死した」と教えられていたが、父母についてはマスコミ報道などで知ってしまう。しかし、兄・徹のためにも知らないふりをしていることを次郎に明かし、朋美もそれを陰で聞いてしまい涙する。
風の丘ホーム閉園後は子供の森学園に入所する。
金村 俊太（かねむら しゅんた）〈6〉
演 - 小室優太
幼稚園年長組。一家心中の生き残り。父は電気部品工場を経営していたが、工場が倒産。悲観した父は夜半、自宅に火をつけて心中を図ったが、ただ一人生き残る。いつも笑顔を絶やさない。一家心中の生き残りであることを知り「可哀相に」を連発する里親希望者に対し、「僕は『可哀相』じゃない!」と主張する。
風の丘ホーム閉園後は希望のひかり園に入所する。
小森 七恵（こもり ななえ）〈2〉
演 - 岡真由
風の丘ホームの入所児童としては最年少。実母は17歳。実母が中学生のときに街で出会った「誰ともわからない男」と結ばれ妊娠。一流企業に勤める両親はヒステリックに驚き、出産後、当の七恵は実母との関係を引き裂かれるように入所。物語終盤、ひとりで立って歩けるようになった。

### レース関係者
一之瀬 新作（いちのせ しんさく）
演 - 泉谷しげる
F3国内チーム「チームイチノセ」の監督。車椅子に乗っている。次郎が若いころは可愛がっていたが、セカンドドライバー契約をせずメカニックとして採用するほか、帰国後の次郎に対しては冷たい。だが、自分のデスクの傍に次郎が国内優勝したときの写真を飾っている。次郎が19歳で初優勝したときのステアリングは、次郎引退の時に渡すために保存している。「（風の丘ホーム再建のために）賞金を目指して3年前のクルマを貸してくれないか」と懇願する次郎には、そのステアリングと300万円を退職金代わりに渡そうとする。
末永 たまき（すえなが たまき）〈26〉
演 - 岡本綾
チームイチノセのマネージャー。次郎の幼なじみで元カノ。次郎がユーロ参戦時に別れた。朋美を見かけてクルマを駐め、自宅が無くなりそうでありチームイチノセを追われかけている次郎の現在の本当の状況を情報交換する。
菅原 比呂人（すがはら ひろと）
演 - 青木伸輔
チームイチノセのファーストドライバー。次郎より若くて速い“上り坂”。ユーロから帰ってきた次郎を“逃げ出した臆病者”と揶揄する。たまきがなかなか自分になびかないのは次郎の存在があるからだと思っている。傲慢な性格でエリート意識が強いが、レースにかける真剣さは本物。
伊吹 テツヤ（いぶき テツヤ）
演 - 石垣佑磨
次郎の後輩で、かつてはレーサー志望だった。現在はメカニックで、次郎の良き理解者。
レースクイーン・リナ / ミキ
演 - 益子梨恵 / 矢吹春奈
リナ・ミキ共にレースの無いときもガレージに出入りしている取り巻き。菅原の移籍にちゃっかり追随する。

### その他の登場人物
スポンサー・後藤
演 - 西村雅彦
次郎の国内参戦時代のパーソナルスポンサー。クルマ/レースのことを愛しており、過去に次郎のスポンサーとなることで宣伝効果を上げ、商業的に成功した。「東京で一番ステーキが美味い店」で次郎の話を聞いてくれるが、いまではレースでの宣伝も必要なくなっている。次郎は引退帰国したものと思っている。
平山 貞夫（ひらやま さだお）
演 - 温水洋一
盛男の父親。小さな漁港のアパートに住んでいる。問題のある父親だが、盛男がいなり寿司を好きなことを知っている。
樋田 景子（ひだ けいこ）
演 - 国生さゆり
春海の母親（第3・6話）。男で苦労している。「3年持った人もいる」程度。高校生の娘が結婚すると聞いてホームの管理不行き届きをなじるとともに、21歳の男の語る結婚など鼻にもかけないが、風見聖ロサリナ教会で娘と向き合い「小娘の夢物語にはつきあいきれない」と言いながらも改めて朋美に娘を託す。
景子の恋人・雅也
演 - 大口兼悟
黒塗りのセルシオに景子を乗せてホームを訪れる。
塩谷 司（しおのや つかさ）
演 - 嶋田久作
大輔の父親(第3話)。塩谷内科クリニック院長。傷害事件を起こした大輔に、自分や長男にこれ以上迷惑をかけないよう他人行儀に頼む。
塩谷 伸江（しおのや のぶえ）
演 - 朝加真由美
大輔の母親。
田口 佳代（たぐち かよ）
演 - ふせえり
奈央の母親。娘から「お母ちゃん」と呼ばれている。
奈央の父親
演 - 佐藤旭（第3話）
娘から「お父（とお）ちゃん」と呼ばれている。
刀根 ふじ（とね ふじ）
演 - 片岡富枝
明の祖母で“ばあや”。
竹原・妻 / 夫
演 - 山下容莉枝  / 瀬戸陽一朗
竹原夫婦。俊太の里親になることを希望する。神父の友人。
近隣住民・久美 / サユリ / ちあき
演 - 芦川よしみ / 橘ユキコ / 下村恵理
久美は自己中心的で気の強いリーダー格。ちあきは大人しい性格で流されやすい。サユリは冷静で3人の中では最も話がわかる人物。共に徹と同級生の子を持つ。徹に自分の子が暴力を振るわれたことと園部兄妹の父親のことでホームに怒鳴り込んで来る。他の周辺住民多数を巻き込んでホームの存在そのものに疑問を呈して夜間に押しかけてくる。ついには、大輔の傷害事件に絡んでホームの問題点を羅列した長文の申入書を持っていき、久美はホーム存続を訴えに来た朋美を追い返す。3人は偶然出会った奈央とユキエからホーム存続を訴えかけられたことがきっかけで、場所を変えて教会で説明会を開くことを朋美に提案するが、実際には示し合わせて住民は誰も来ない（ただ、サユリがそれを伝えにくる）。
高橋 トシヤ〈21〉“とし君”
演 - 斉藤誠
大学生。レンタルビデオ店アルバイト。春海と盛り上がって結婚を口にしてしまいホームに挨拶に行くことになってしまうが、冷静になってのっぴきならなくなりホームには現れず、「自分は将来のある身」と言って逃げる。春海とは別に女子大生とつきあっている。
女子大生
演 - 新木貴子（第6話・第7話）
トシヤの恋人。
カップル男
演 - 宇賀神亮介
カップル女
演 - 鈴木愛可
新作ビデオ映画「レースクィーン刑事」のポスターの前で偶然同じ体勢になった朋美を嗤う。
ビデオ屋・店員
演 - 執行利一
トシヤがバイトしているレンタルビデオ店の店員。
立番の巡査
演 - 小市慢太郎
日野西警察署の門衛。前庭で腰掛けようとする朋美を注意し、以後も長時間立ち尽くしていることから職務質問しようとする。
刑事
演 - 浜口悟（第7話）
警官
演 - 菊口冨雄
しょっぴかれる男
演 - 畠山寛
ヤンキー女子高生
演 - 遠藤寿恵 / 上原あい / 藤木えみ
大輔が投げ捨てた次郎の携帯電話を拾い上げる。
希望のひかり園・保育士
演 - 桑原太市（第8話）
風香園・園長
演 - 太地琴恵（第8話）
軽トラ運転手
演 - 小井塚登（第8話）
聖ロサリナホーム・相談員前田
演 - 堀正哉
聖ロサリナホーム・保育士
演 - 藤井聖子 / 篠原友希子

## スタッフ
- 脚本 - 井上由美子
- 演出 - 西谷弘、平野眞、西浦正記
- 音楽 - 菅野祐悟
- オープニングテーマ - Aerosmith「Angel」
挿入歌として流れていたときもあった。
- エンディングテーマ - ジミー・クリフ「アイ・キャン・シー・クリアリー・ナウ（英語版）」
元来はジョニー・ナッシュ（英語版）のカバー曲。当バージョンは映画『クール・ランニング』主題歌として使用されたものである。
- 演出補 - 岩田和行、宮脇亮、宝来忠昭、金子直樹、山形亮介
- 編成 - 保原賢一郎
- 広報 - 小中ももこ
- 制作担当 - 鹿浜勉
- 制作主任 - 片岡俊哉、小宮伸之
- 制作進行 - 綱島美恵、飛鷹理紗
- 制作デスク - 木村美也、原川加代
- 車両 - トヨタ・コースター
- スーパーバイザー - 近藤真彦※最終話特別出演
- 運転吹き替え　- 黒澤琢弥
- リサーチ - 村川康敏
- 協力 - バスク、フジアール、ベイシス、ドルフィンズ、エルエーカンパニー、スーパードライバーズ、渋谷ビデオスタジオ、フェイスネットワーク
- 企画 - 和田行
- プロデュース助手 - 清水一幸、久保田育美
- プロデュース補 - 多治見薫、竹田浩子
- プロデュース - 牧野正、岩田祐二（共同テレビ）
- 制作協力 - 共同テレビ
- 制作著作 - フジテレビ

## 放送日程
| 各話                                                       | 放送日        | サブタイトル     | 演出     | 視聴率 |
| ---------------------------------------------------------- | ------------- | ---------------- | -------- | ------ |
| LAP 1                                                      | 2005年4月18日 | 13番目の子供現る |          | 25.3%  |
| LAP 2                                                      | 4月25日       | 0からの始動      | 西谷弘   | 22.5%  |
| LAP 3                                                      | 5月02日       | 人生賭けた日     | 平野眞   | 19.6%  |
| LAP 4                                                      | 5月09日       | 小さな告白       | 平野眞   | 23.1%  |
| LAP 5                                                      | 5月16日       | 僕と君の秘密     | 西谷弘   | 22.3%  |
| LAP 6                                                      | 5月23日       | 17歳の花嫁       | 平野眞   | 21.5%  |
| LAP 7                                                      | 5月30日       | ホーム解散!      | 西谷弘   | 22.2%  |
| LAP 8                                                      | 6月06日       | バイバイ次郎     | 平野眞   | 21.5%  |
| LAP 9                                                      | 6月13日       | イチかバチか     | 西浦正記 | 21.8%  |
| LAP 10                                                     | 6月20日       | ラストラン       | 平野眞   | 22.5%  |
| FINAL LAP                                                  | 6月27日       | ウイニングラン   | 西谷弘   | 24.3%  |
| 平均視聴率 22.6%（視聴率は関東地区・ビデオリサーチ社調べ） |               |                  |          |        |

## 関連商品
- エンジン DVD-BOX （ビクターエンタテインメント）
- エンジン オリジナル・サウンドトラック（ユニバーサルミュージック）

## その他
- 本放送時に流れるトヨタ・カローラフィールダーのCMにも木村が出演している。初回から第5回までは、タイアップCMとして、トヨタ・カローラフィールダーのスペシャルCMが流れていた。
- 平成19年9月の再放送時には、映画『HERO』のCMおよび、トヨタ自動車が主導する9月30日富士スピードウェイで開催のF1日本グランプリのCMなどが流れた。
- ドラマ中に登場するF3レースの場面の一部は実際の全日本F3選手権の映像が使われており、レーシングカー（ダラーラF305）はトヨタ系エンジンチューナーであるトムスが提供し、レース中における木村拓哉の代役は当時トムス所属だった中嶋一貴（2007年よりF1ドライバー、父・中嶋悟も元F1ドライバー）が務めている。2005年の鈴鹿2&4にドラマと同じスポンサーステッカー・チームステッカーを貼った車両も参戦していた。
- 泉谷しげる扮する一之瀬新作は、F1・ウィリアムズチームのオーナー兼監督であるフランク・ウィリアムズがモデル。フランク・ウィリアムズ本人には、一之瀬がドラマ中で着用しているジャンパーのレプリカがプレゼントされたという。
- 収録には月9ドラマのスポンサーでもあるトヨタの全面協力を得ており、例えば第1話で次郎がF1チームのシートを求めてサーキットを訪れるシーンは、実際にF1オーストラリアGPが開催中のメルボルン・アルバートパークサーキット、マレーシアGPが開催中のセパン・インターナショナル・サーキットにおいて収録されている。このようにF1開催中のサーキットでドラマの収録が行われることは極めて異例（ドラマ放送局のフジテレビがF1中継のホスト局であることも大きいと思われる）。
- 第1話冒頭の次郎とチームメートのマシンが接触するシーンで、相手側のマシンが本来設定の当時の国際F3000用のシャシーではなく、旧式のシャシーが使われていた。
- 上記にあるようにF1へのステップアップを図っていることから次郎は国際F3000での上位入賞の経験があると思われるが、実際にはF3000で上位入賞がある選手のF3へのステップダウン参戦は認められていない（詳細は全日本F3選手権#参加資格を参照）。
- トヨタ自動車提供枠のためか、劇中で使用されるマイクロバスはトヨタ・コースター（BB20）である。物語上は、以前は風見聖ロサリナ老人ホームのバスだったが、風の丘ホーム設立時にそのまま教会から寄附されたため、捨てるに捨てられず朽ちかけていたものを次郎が整備・清掃した。
- ドラマ終了後、翌年の鈴鹿2&4レースでKONDO RacingのF3車両にICHINOSE RACINGとステッカーが貼られた車両が出場していた[要出典]。